# Hungerford Bridge
Hungerford Bridge (auch Charing Cross Bridge) ist eine Eisenbahnbrücke über die Themse in London. Auf beiden Seiten wird sie von Fußgängerbrücken flankiert, welche die Bezeichnung Golden Jubilee Bridges tragen.

## Lage
Die Brücke mündet unmittelbar in den Kopfbahnhof Charing Cross im Stadtbezirk City of Westminster, der die Endstation für die Züge aus Kent und East Sussex sowie den südöstlichen Vororten Londons ist. Die beiden Golden Jubilee Bridges bieten Fußgängern eine Verbindung zwischen dem Trafalgar Square und dem Strand in Westminster und der South Bank in Lambeth mit der Royal Festival Hall, der Queen Elizabeth Hall, der Hayward Gallery, dem London Eye und der Waterloo Station.
Auf der linken Seite der Themse führen die Brücken über das Victoria Embankment. Das Denkmal von Sir Joseph Bazalgette, der neben des Embankment vor allem das Londoner Abwassersystem schuf, steht unmittelbar neben der Brücke. Die U-Bahnstation Embankment der Circle Line und der District Line sowie der Northern Line und der Bakerloo Line steht auf ihrer anderen Seite. Auf der South Bank führt die Brücke über die Uferpromenade Queen’s Walk.

## Kettenbrücke (1845)

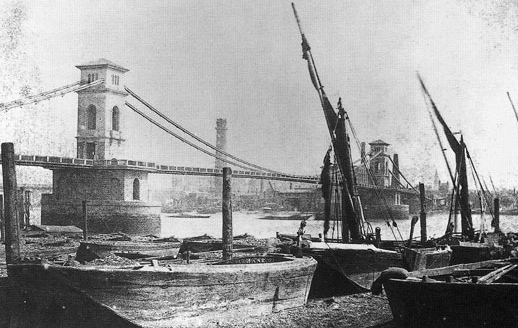
Die Kettenbrücke von Brunel (Fotografie von William Fox Talbot)

Der Hungerford Market am Strand wurde erstmals 1845 durch eine Fußgängerbrücke mit Lambeth auf der anderen Seite der Themse verbunden.
Die von Isambard Kingdom Brunel entworfene Kettenbrücke war 412 m (1352 ft) lang und 4,26 m (14 ft) breit. Zwischen ihren beiden mächtigen Pylonen aus Ziegelmauerwerk hatte sie eine Spannweite von 206 m (676 ft), die weiteste der damaligen Kettenbrücken. Die aus schmiedeeisernen Augenstäben bestehenden Ketten waren doppelt ausgeführt. Der Gehwegträger lag 9 m über dem höchsten Wasserstand und erlaubte damit vielen Schiffen die Durchfahrt.
Der finanziell nicht sehr erfolgreiche Hungerford Market und die Brücke wurde 1859 durch die South Eastern Railway erworben, die eine Eisenbahnbrücke und am Nordufer den neuen Bahnhof Charing Cross baute. Die Hängeketten wurden bei der Clifton Suspension Bridge wiederverwendet.

## Hungerford Bridge (1864)

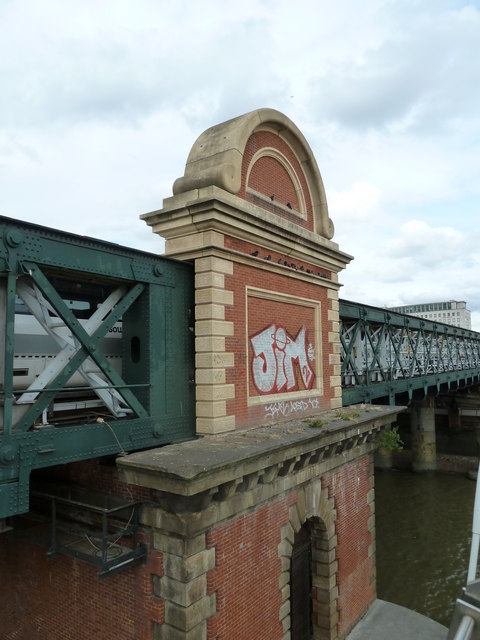

Die von John Hawkshaw entworfene Eisenbahnbrücke wurde 1864 eröffnet. Sie hatte vier Gleise und beidseitig einen Fußgängersteg. Die eigentliche Eisenbahnbrücke hatte acht Öffnungen und war 14,9 m (49 ft) breit, wobei sie sich vor dem Bahnhof mit seinen sechs Bahnsteigen etwas erweiterte. Die Fußgängerstege waren je 2,7 m (9 ft) breit. Die gemauerten Pylone der früheren Kettenbrücke wurden verstärkt und als Pfeiler der Eisenbahnbrücke verwendet. Sie sind durch die mit einem Zierbogen versehenen gemauerten Aufsätze von weitem erkennbar. Durch die Anlage des Victoria Embankment im Jahr 1870 steht der nördliche Pfeiler heute unmittelbar neben der Ufermauer. Am südlichen Pfeiler existieren noch immer die Treppen hinunter zur ehemaligen Anlegestelle der Dampfschiffe. Die übrigen fünf Pfeiler sind gusseiserne zylindrische Doppelpfeiler. Der Fahrbahnträger mit untenliegender Fahrbahn besteht aus acht schmiedeeisernen parallelgurtigen Fachwerkträgern mit Andreaskreuzen und Pfosten.
Die Maut von einem halfpenny für die Fußgängerbrücke wurde 1878 aufgehoben.

### Erweiterung (1886)
1886 wurde der westliche Fußgängersteg entfernt. Dafür wurde neben der Brücke eine weitere Brücke mit zwei Gleisen gebaut und der Zwischenraum mit einer Konstruktion für ein drittes Gleis geschlossen. Dabei wurden äußerlich gleich aussehende Fachwerkträger verwendet.  Die Mauerwerkspfeiler wurden entsprechend verlängert und ihre gemauerten Aufsätze nach außen verlagert. Ferner wurden zusätzliche Doppelpfeiler eingebaut. Später wurden die Bahnsteige auf die Brücke verlängert und die Zahl der Gleise auf sechs reduziert.

### Die Hungerford Bridge in der Kunst
Alfred Sisley malte die Brücke im Jahr 1874 und Camille Pissarro im Jahr 1890.
Claude Monet quartierte sich bei seinen Londonreise 1899 bis 1901 im sechsten Stock des Savoy Hotel ein malte eine Serie von 37 Bildern der Brücke, die er meist in seine Atelier in Giverny fertigstellte.
André Derain malte sie 1906 im Stil des Fauvismus.

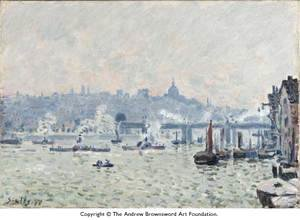
Sisley: View of the Thames: Charing Cross Bridge
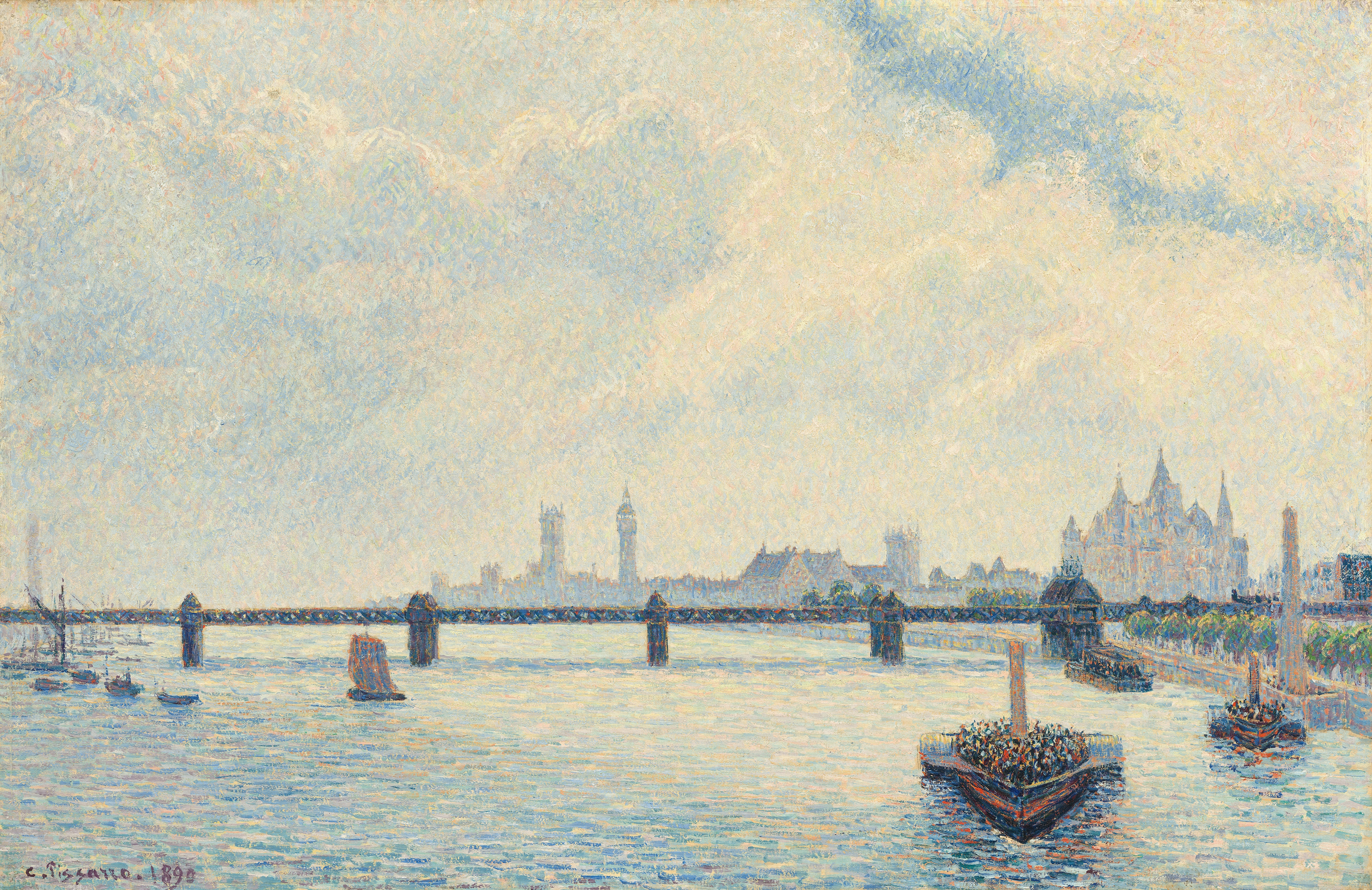
Pissarro: Le Pont de Charing Cross
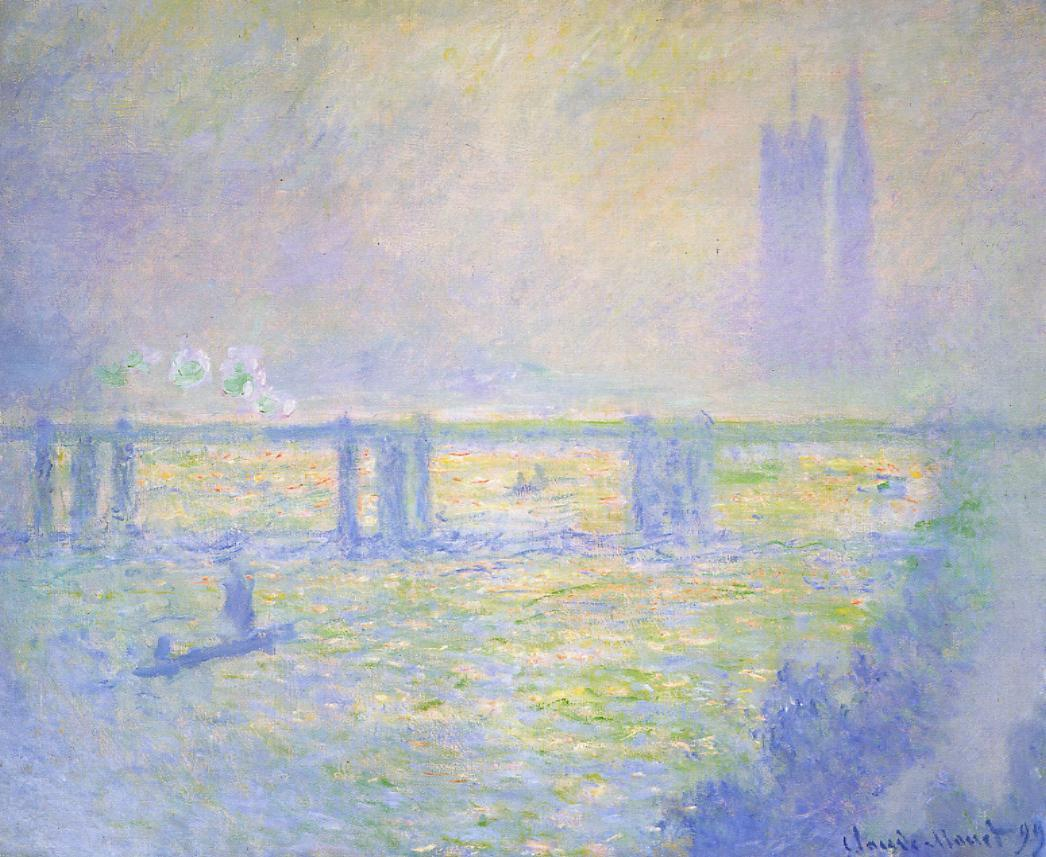
Monet: Charing Cross Bridge, W. 1522
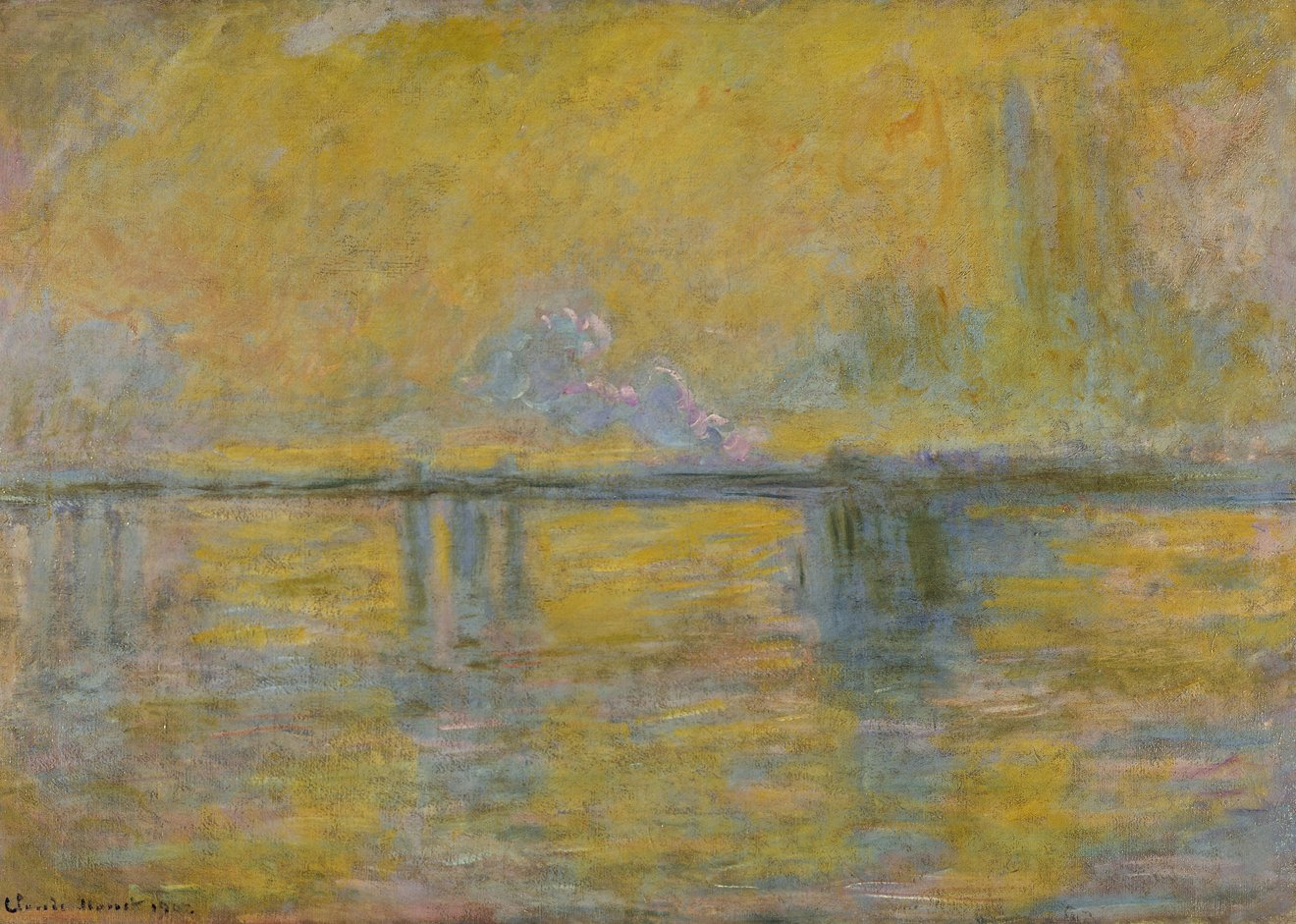
Monet: Charing Cross Bridge, W. 1540
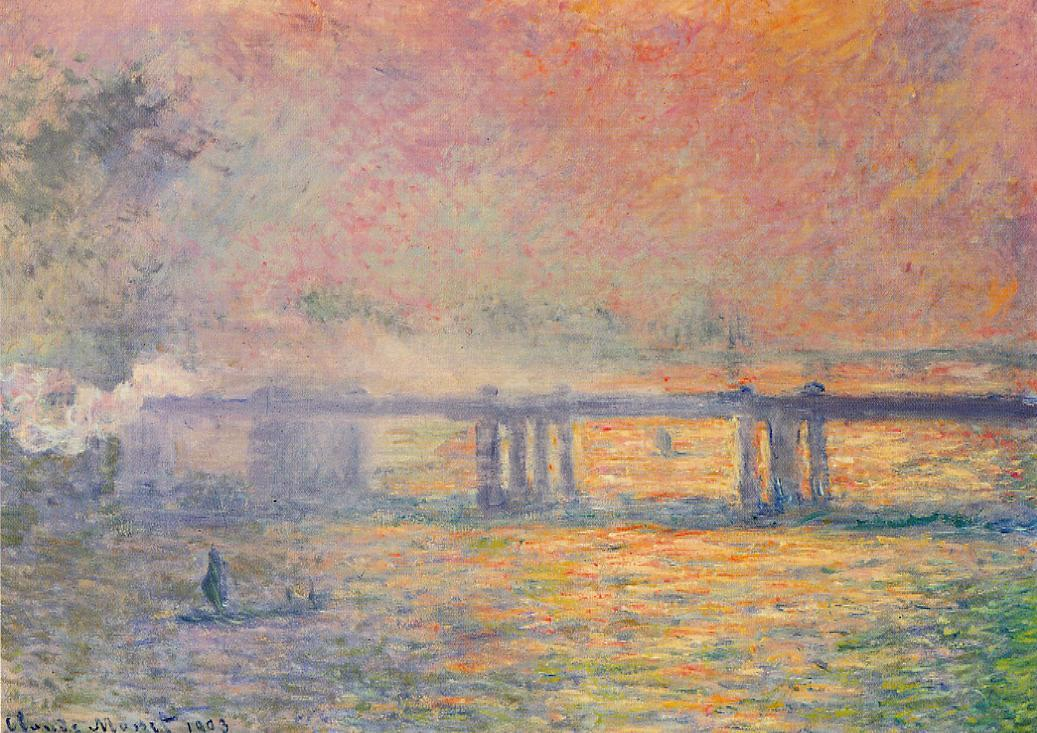
Monet: Charing Cross Bridge, W. 1548

## Golden Jubilee Bridges (2002)

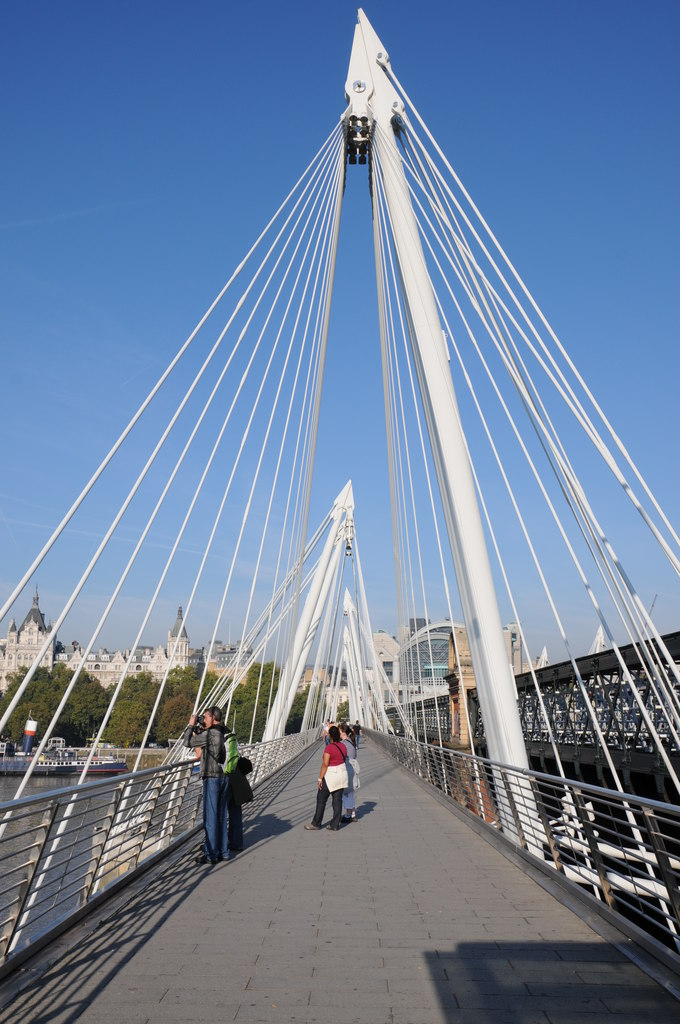

Die enge Fußgängerbrücke hatte den Ruf, heruntergekommen und bei Nacht gefährlich zu sein. Außerdem war man nach dem Marchioness-Schiffsunfall von 1989 besorgt, dass die ungeschützten gusseisernen Pfeiler einen Schiffsanprall nicht überstehen würden. Mitte der 1990er Jahre wurde beschlossen, die alte Fußgängerbrücke durch zwei neue Bauwerke an beiden Seiten der Eisenbahnbrücke zu ersetzen.
Die beiden spiegelbildlich baugleichen Schrägseilbrücken wurden von der Ingenieurgeschaft WSP und den Architekten Lifschutz Davidson Sandilands entworfen. Sie sind 316,25 m lang und haben eine 4,70 m breite Betonplatte als Gehweg. An beiden Enden verbinden sie Treppenaufgänge und Fahrstühle mit dem Straßenniveau. Der Gehweg hängt an vier nach außen geneigten Pylonstäben, die jeweils neben den Pfeilern der Eisenbahnbrücke auf einem  Stahlbetonsockel stehen, der am Flussbett mit dem gegenüberliegenden Sockel verbunden ist und so auch als Schiffsabweiser dient. Die Pylonstäbe sind durch Seile mit dem Sockel und den Fundamenten der alten Pfeiler verbunden, wodurch das Gleichgewicht mit der Gehwegplatte hergestellt wird. Bei dem südlichen Mauerwerksppfeiler wurden zwei nach innen geneigte Pylonstäbe vor dem Pfeiler angeordnet. Bei dem nördlichen Pfeiler am Victoria Embankment musste aus Platzgründen stattdessen A-förmige Pylone verwendet werden.
Die Bauarbeiten begannen 1996. Sie wurden dadurch erschwert, dass der Betrieb auf der Eisenbahnbrücke nicht unterbrochen werden durfte. Die Tunnel der Bakerloo Line liegen nur knapp unter dem Flussbett und nahe der Brückenfundamente. Trotz gründlicher Suche scheute London Underground das Risiko durch nicht entdeckte Bomben aus dem Zweiten Weltkrieg. Der Aushub in der Nähe der Tunnel durfte deshalb nur nachts während der Betriebspausen der U-Bahn bei geschlossenen Flut-Toren und nur von Hand erfolgen.
Die Brücken wurden 2002 fertiggestellt. Man nannte sie Golden Jubilee Bridges, zu Ehren des goldenen Thronjubiläums von Königin Elisabeth II. im selben Jahr.